# Баранка (река)
Баранка — река в России, протекает в Татарстане. Устье реки находится в 122 км по правому берегу реки Малый Черемшан около села Арбузов-Баран. Длина реки составляет 18 км. Площадь водосборного бассейна — 142 км².

## Данные водного реестра
По данным государственного водного реестра России, Баранка относится к Нижневолжскому бассейновому округу, водохозяйственный участок реки — Большой Черемшан от истока и до устья, речной подбассейн отсутствует. Речной бассейн реки — Волга от верхнего Куйбышевского водохранилища до впадения в Каспий.
Код объекта в государственном водном реестре — 11010000412112100005145.